# پوتشتین
پوتشتین (به چکی: Potštejn) یک منطقهٔ مسکونی در جمهوری چک است که در ناحیه ریخنوف ناد کنیژنوو واقع شده‌است. پوتشتین ۹۱۷ نفر جمعیت دارد.